# قائمة الزمر المنتهية البسيطة
في الرياضيات، تصنيف الزمر المنتهية البسيطة ينص على أن كل زمرة بسيطة منتهية هي إما دائرية أو متناوبة أو واحدة من الأنواع الستة عشر من زمرة لاي أو واحدة من الزمر المشتتة الستة والعشرين.